# Cabo Vadillo
Cabo Vadillo fue un programa de televisión que mezclaba los géneros documental y telerrealidad. El formato, protagonizado por el cabo Vadillo de la Guardia Urbana de Barcelona, hace el seguimiento del trabajo de diferentes agentes de policía en diferentes países. El espacio se estrenó el 9 de septiembre de 2014 y se emitió semanalmente en Cuatro hasta el 14 de noviembre de ese mismo año.
En este programa, Pablo Vadillo viaja por diferentes países para realizar su labor, eso sí, sin introducirse en el campo de batalla. De esta manera, observa y analiza a sus compañeros de profesión y ofrece su punto de vista sobre la forma de trabajar en el cuerpo de policía, señalando las semejanzas y diferencias con la delincuencia en nuestro país. Los 8 primeros capítulos se desarrollaran en Honduras, El Salvador, Brasil, Estados Unidos, Venezuela, Chile, Colombia y Perú.

## Audiencias
| Temporada | Temporada | Episodios | Estreno                 | Final                   | Audiencia media | Audiencia media | Audiencia media |
| Temporada | Temporada | Episodios | Estreno                 | Final                   | Espectadores    | Cuota           |                 |
| --------- | --------- | --------- | ----------------------- | ----------------------- | --------------- | --------------- | --------------- |
|           | 1         | 8         | 9 de septiembre de 2014 | 14 de noviembre de 2014 | 859 000         | 6,8%            |                 |

## Temporada 1: 2014
| N.º (serie) | N.º (temp.) | País                      | Nombre del programa | Fecha de emisión         | Espectadores | Cuota |
| ----------- | ----------- | ------------------------- | ------------------- | ------------------------ | ------------ | ----- |
| 1           | 1           | Bandera de Honduras       | Honduras            | 9 de septiembre de 2014  | 855 000      | 7,9%  |
| 2           | 2           | Bandera de Venezuela      | Caracas             | 16 de septiembre de 2014 | 904 000      | 6,9%  |
| 3           | 3           | Bandera de Perú           | Lima                | 23 de septiembre de 2014 | 681 000      | 6,5%  |
| 4           | 4           | Bandera de Colombia       | Colombia            | 30 de septiembre de 2014 | 914 000      | 7,2%  |
| 5           | 5           | Bandera de El Salvador    | San Salvador        | 7 de octubre de 2014     | 858 000      | 6,3%  |
| 6           | 6           | Bandera de Chile          | Chile               | 14 de octubre de 2014    | 825 000      | 5,9%  |
| 7           | 7           | Bandera de Brasil         | Rio de Janeiro      | 7 de noviembre de 2014   | 891 000      | 6,7%  |
| 8           | 8           | Bandera de Estados Unidos | Miami               | 14 de noviembre de 2014  | 947 000      | 7,1%  |